# Dị thường trung bình

Quỹ đạo Kepler với các tham số M, E và '.
C là tâm elip và đường tròn phụ
S là vị trí của vật trung tâm
P là vật thể quay trên quỹ đạo
3 điểm S, P, y thẳng hàng.

Trong cơ học thiên thể, độ bất thường trung bình là một tham số liên hệ vị trí và thời gian của một vật thể chuyển động theo quỹ đạo Kepler. Nó dựa trên định luật hai Kepler nói rằng diện tích một vật thể quét bởi đường nối nó và vật thể hấp dẫn trung tâm trong những khoảng thời gian bằng nhau trên quỹ đạo là không đổi.
Độ bất thường trung bình tăng đều đặn từ 0 đến {\displaystyle 2\pi } radian trong mỗi quỹ đạo. Tuy nhiên, nó là góc hình học có gốc tại tâm của quỹ đạo elip chứ không phải tại tâm của vật thể hút hấp dẫn. Theo định luật hai Kepler, độ bất thường trung bình tỷ lệ với diện tích quét bởi đường nối vật thể và vật trung tâm nhân với khoảng thời gian tính từ thời điểm nó vượt qua cận điểm quỹ đạo.
Độ bất thường trung bình ký hiệu là {\displaystyle M}, và có công thức tính:
{\displaystyle M=n\,t={\sqrt {\frac {G(M_{\star }\!+\!m)}{a^{3}}}}\,t}
với n là chuyển động trung bình, a là độ dài của bán trục lớn quỹ đạo, {\displaystyle M_{\star }} và m lần lượt là khối lượng của vật trung tâm và vật thể quay quanh, và G là hằng số hấp dẫn.
Hay độ bất thường trung bình là khoảng thời gian tính từ thời điểm nó vượt qua cận điểm quỹ đạo lần gần nhất nhân với chuyển động trung bình; chuyển động trung bình bằng {\displaystyle 2\pi } chia cho chu kỳ quỹ đạo của vật thể.
Độ bất thường trung bình là một trong ba tham số góc ("độ bất thường") xác định ra một vị trí trên quỹ đạo, hai tham số kia là độ bất thường lệch tâm (E) và độ bất thường thực ({\displaystyle \tau }). Nếu chúng ta biết độ bất thường trung bình tại một thời điểm bất kỳ, có thể tính ra được giá trị này ở thời điểm sau đó (hoặc trước đó) chỉ bằng cách cộng (hoặc trừ) {\displaystyle {\sqrt {\frac {G(M_{\star }\!+\!m)}{a^{3}}}}\,\delta t} với {\displaystyle \delta t} là khoàng thời gian giữa hai lần. Và từ đó có thể tìm ra được hai tham số kia.

## Liên hệ
Độ bất thường trung bình M liên hệ với độ bất thường lệch tâm E và độ lệch tâm quỹ đạo e bởi phương trình Kepler:
{\displaystyle M=E-e\cdot \sin E}
Để tìm vị trí của một vật trên quỹ đạo elip tại thời điểm bất kỳ t, ta tính độ bất thường trung bình bằng cách nhân khoảng thời gian t với chuyển động trung bình n, sau đó thay nó vào phương trình Kepler để tìm độ bất thường lệch tâm và sau đó tìm được độ bất thường thực.
Người ta cũng hay sử dụng dạng công thức:
{\displaystyle M=M_{0}+nt},
Với t ở đây là thời gian tính từ kỷ nguyên, đó là khoảng thời gian vật thể chuyển động tính từ lúc đo giá trị M0. Hệ số M0 ký hiệu cho độ bất thường trung bình tại kỷ nguyên, hay là độ bất thường trung bình đo tại một thời điểm trước đó.